# Détournement (art)
Pour les articles homonymes, voir Détournement.
Le détournement est une manière générale de réutiliser un matériau préexistant au profit d'un nouveau dispositif sémiotique. 

## Pratique artistique et politique
Cet acte se retrouve par exemple au cœur de démarches très tôt liées à l'art moderne et contemporain, par la réutilisation d'images, d'objets et de textes. 
Marcel Duchamp fait appel dès 1913 au détournement des fonctions utilitaires premières d'objets et d'images, lorsqu'il invente le ready-made. Certains artistes liés au pop art y font appel massivement comme Roy Lichtenstein qui détourne des images extraites de comics pour en faire de grandes toiles.
La locution détournement est expressément employée par deux membres de l'Internationale lettriste, Gil Joseph Wolman et Guy Debord, dans la revue belge  Les Lèvres nues no 8 (mai 1956) avant d'être reprise par l'Internationale situationniste. Dans le no 1 de la revue Internationale situationniste (juin 1958), le détournement est défini ainsi : « S’emploie par abréviation de la formule : détournement d’éléments esthétiques préfabriqués. Intégration de productions actuelles ou passées des arts dans une construction supérieure du milieu. Dans ce sens il ne peut y avoir de peinture ou de musique situationniste, mais un usage situationniste de ces moyens. Dans un sens plus primitif, le détournement à l’intérieur des sphères culturelles anciennes est une méthode de propagande, qui témoigne de l’usure et de la perte d’importance de ces sphères. ».
Le détournement diffère de la récupération dans laquelle les œuvres sont destinées aux médias dominants[pas clair]. 
L'utilisation faite par Barbara Kruger du détournement popularisa la technique.[réf. nécessaire]

## Détournement publicitaire
Il peut prendre la forme du détournement publicitaire, avec la réutilisation de slogans, d'images, pour créer un message différent, souvent opposé au message original. 
Des exemples de détournements contemporains incluent Adbusters et leurs subversions publicitaires, ainsi que d'autres mouvements de culture jamming, aussi bien que les artistes des remix politiques et les poèmes collaboratifs de Marlene Mountain, Paul Conneally et d'autres, dans lesquels des citations célèbres, provenant aussi bien des Dix commandements que du président George W. Bush sont combinées avec des phrases dans le style des haïku afin de produire une œuvre finale qui détourne les citations originales. Le groupe artistique Neue Slowenische Kunst est connu pour ses détournements d'idéologies politiques.
Le détournement est aussi une pratique sauvage de rue[C'est-à-dire ?], notamment à travers l'ajout de phylactères sur des affiches ou du mobilier urbain.

## Cinéma
Le détournement est aussi un genre cinématographique qui consiste à créer un film à partir d'extraits de films préexistants, remontés et parfois redoublés quand il s'agit de films parlants. Cette pratique n'est pas nouvelle et peut avoir plusieurs fonctions : politique, esthétique et/ou comique (parodie). Par exemple, La Rage (1963) de Pasolini consiste en un collage d'extraits de films d'actualité, montage par-dessus lequel le cinéaste récite un texte de sa composition.
Parmi les cinéastes contemporains français adeptes du détournement parodique, on trouve Michel Hazanavicius, Patrick Bouchitey et ses détournements de documentaires animaliers, Nicolas & Bruno et leur série des Messages à caractère informatif, ainsi que Mozinor, qui diffuse des détournements en format court sur Internet depuis 2004.
Quelques œuvres célèbres :
- Lily la tigresse, de Woody Allen (1966).
- La dialectique peut-elle casser des briques ?, de René Viénet (1973).
- Les cadavres ne portent pas de costards, de Carl Reiner (1982).
- Le Grand Détournement – La Classe américaine, de Michel Hazanavicius (1993).
- À la recherche de l'ultra-sex, de Nicolas Charlet et Bruno Lavaine (2016).

## Bande-dessinée et roman-photo
Certains artistes et activistes détournent également des bandes dessinées ou des romans-photos, que ce soit le contenu ou les couvertures, telles que Tintin (retirées du web pour cause de conflit sur les droits d'auteur avec Moulinsart SA), ou des comics américains libres de droit ou des romans-photos tirés du magazine Nous deux, à des fins humoristiques et/ou politiques. La maison d'édition Bandes Détournées notamment, centre sa ligne éditoriale autour du détournement.

## Dans la culture Internet
La pratique du détournement est l'un des principaux ressorts sur lesquels reposent les mèmes Internet, qui consistent souvent à réemployer une image connue des internautes, et à la détourner en lui attribuant un nouveau message ou un nouveau contexte.